# Ricardo Rangel
Ricardo Achiles Rangel, né le 15 février 1924 à Lourenço Marques (auj. Maputo) et mort le 11 juin 2009 dans la même ville, est un photojournaliste et photographe mozambicain. Militant, il dénonça la dictature coloniale et fut le premier photographe non blanc ayant travaillé dès 1952 pour un journal portugais, avant l'indépendance du pays intervenue en 1975. 

Il participa à des dizaines d'expositions en Afrique, en Europe, en Amérique.

## Biographie
Métis né d'un père biologique grec, d'une grand-mère maternelle mozambicaine d’Inhanbane, d'un grand-père maternel chinois de Macao, il porte le patronyme de son beau-père mozambicain, Rangel.
En 1941, à l'âge de 17 ans, il commence à travailler dans un laboratoire photographique, comme apprenti du photographe Otílio Vasconcelos.
Il collabore ensuite à différents périodiques, tels que : Lourenço Marques Guardian, Notícias, Notícias da Tarde, A Tribuna, Diário de Moçambique, Voz Africana, Notícias da Beira et, en 1970, fait partie des fondateurs du magazine Tempo.

## Œuvre
En 1991, lors d'un entretien accordé au journal portugais Público, il affirme avoir pris conscience de l'importance de ses photos quand la censure commença à s'en mêler.
Ses œuvres furent exposées au Mozambique et dans de nombreux pays : Mali (Rencontres africaines de la photographie), Italie, Afrique du Sud, Portugal, Allemagne, États-Unis (exposition In/sight: African Photographers, 1940 to the Present, au musée Guggenheim de New York en 1996), Zimbabwe, Pays-Bas, Suède et France.

## Distinctions
En octobre 2008, il est nommé officier de l'ordre des Arts et des Lettres par la France.

### Filmographie
- (pt) Ricardo Rangel – ferro em brasa, film documentaire portugais de Licínio Azevedo, 2006, 52 min.